# 萩町 (奉天市)
萩町是奉天滿鐵附屬地的一個町。位於今天的中華人民共和國遼寧省瀋陽市和平區，在千代田通（今中華路）以西，南一條通（千日通）穿過，鄰接葵町、常盘町和白菊町。是滿鐵俱樂部和滿鐵奉天圖書館的所在地，千代田公園（今中山公園）的西端位于萩町。萩在日本文化中是九月的象徵。